# Klàvdia Boiàrskikh
Klàvdia Boiàrskikh (en rus: Кла́вдия Серге́евна Боя́рских) (Vérkhniaia Pixmà, óblast de Sverdlovsk, Unió Soviètica, 1939) és una esquiadora de fons russa, ja retirada, que va competir sota bandera soviètica durant la dècada de 1960.

## Biografia
Va néixer l'11 de novembre de 1939 a la ciutat de Vérkhniaia Pixmà, població situada a l'óblast de Sverdlovsk, que en aquells moments formava part de la Unió Soviètica i que avui en dia forma part de la Federació Russa.

## Carrera esportiva
En els Jocs Olímpics d'Hivern de 1964 realitzats a Innsbruck (Àustria) es convertí en la gran dominadora de l'esquí de fons femení en guanyar les tres proves disputades, els 5 quilòmetres, els 10 km i els relleus 3x5 quilòmetres. En el campionat del Món d'esquí nòrdic aconseguí dues medalles d'or en les proves de 10 km i els relleus 3x5 km així com una medalla de plata en la prova de 5 km. en l'edició de 1966.